# Pițunda

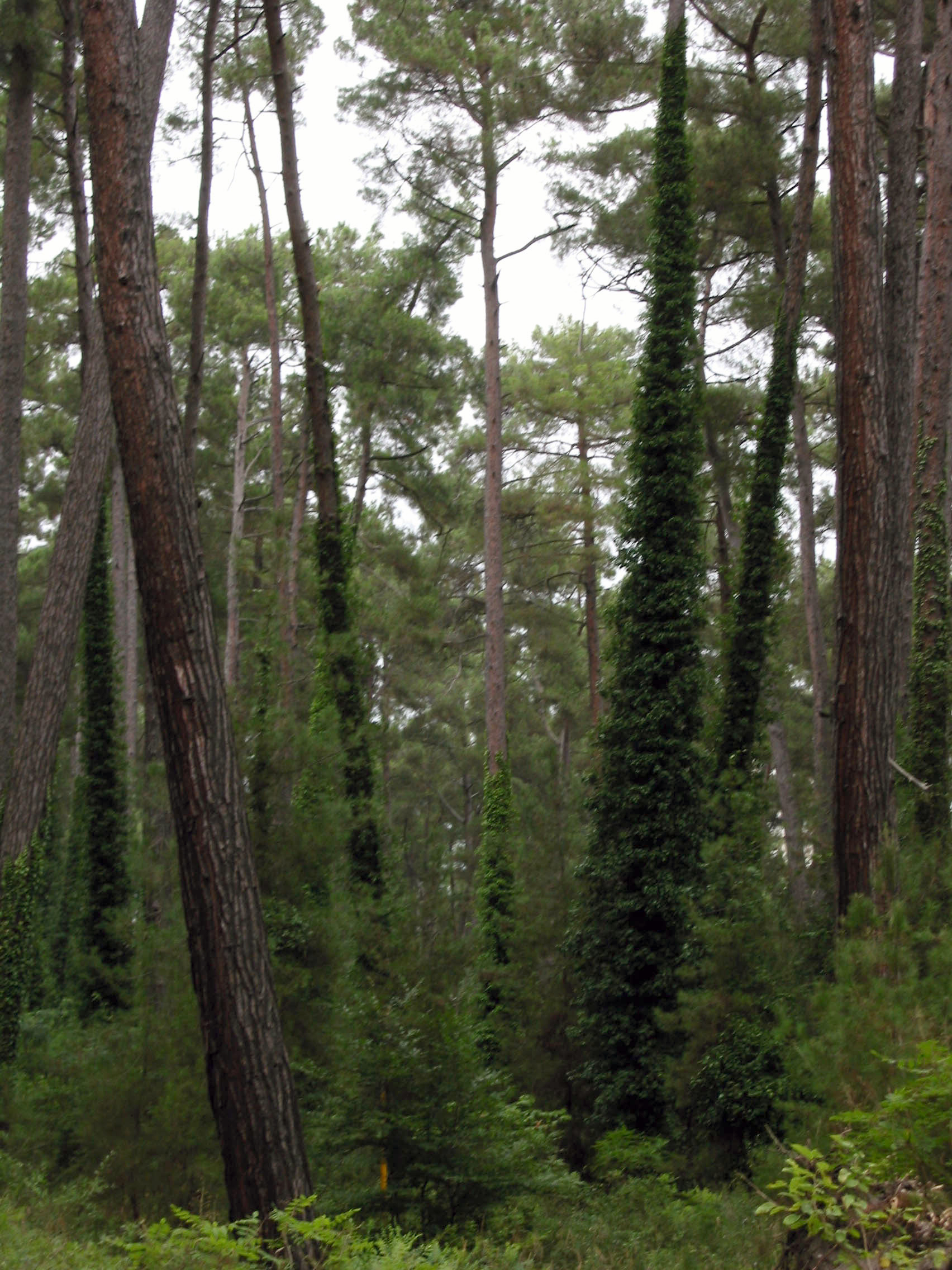
Piţunda. Rezervaţia de pini de Piţunda.

Pițunda este o renumită stațiune pe Coasta Caucaziană a Mării Negre, în republica secesionistă Abhazia din Georgia. A fost fondată în sec. VI î.e.n. sub numele Pitiunt de către coloniștii greci. Clima și peisajul de excepție au făcut din Pițunda una din stațiunile de elită din fosta URSS. La Pițunda s-a aflat și reședința de vacanța a secretarilor generali ai PCUS. Declanșarea (în 1990) conflictului abhazo-georgian s-a răsfrînt foarte negativ asupra stațiunii. Printre obiectivele turistice se numără o biserică din sec. X și rezervația de pini de Pițunda (200 ha), precum și celebrul lac montan Rița, situat nu departe de oraș. 